# Il caso Yara - Oltre ogni ragionevole dubbio
Il caso Yara - Oltre ogni ragionevole dubbio è un programma televisivo italiano di genere documentaristico sviluppato e diretto da Gianluca Neri, scritto da Carlo Gabardini, Gianluca Neri ed Elena Grillone, realizzato da Quarantadue per Netflix e prodotto da Massimo Rocchi, Gianluca Neri e Marco Tosi.
Il documentario, diviso in cinque puntate, segue la vicenda di cronaca nera di Yara Gambirasio, tredicenne di Brembate di Sopra, in provincia di Bergamo, scomparsa nel novembre 2010 e ritrovata morta il 26 febbraio 2011. Tra gli intervistati anche Massimo Bossetti e la moglie Marita Comi.

## Trama
Attraverso varie testimonianze, interviste e materiali inediti, il documentario esplora la sparizione e l'omicidio di Yara Gambirasio, ma anche l'investigazione e le controversie legate ai metodi investigativi. I tre gradi di giudizio hanno portato a un verdetto al di là di ogni ragionevole dubbio?

## Episodi
| nº | Titolo originale | Pubblicazione  |
| -- | ---------------- | -------------- |
| 1  | Primo episodio   | 16 luglio 2024 |
| 2  | Secondo episodio | 16 luglio 2024 |
| 3  | Terzo episodio   | 16 luglio 2024 |
| 4  | Quarto episodio  | 16 luglio 2024 |
| 5  | Quinto episodio  | 16 luglio 2024 |

### Primo episodio
La puntata introduce i protagonisti principali, tra cui il PM Letizia Ruggeri, incaricata delle indagini, e il contesto della comunità locale, scioccata e preoccupata per la scomparsa della ragazza. La trama mostra gli sforzi iniziali della polizia per raccogliere indizi e testimonianze, esplorando diverse piste e cercando di capire cosa possa essere accaduto.
Un elemento centrale della narrazione è l'uso delle tecniche scientifiche per risolvere il caso, in particolare l'analisi del DNA. Viene sottolineato il lavoro meticoloso degli investigatori, che cercano di trovare collegamenti e prove concrete, nonostante la mancanza iniziale di risultati tangibili.

### Secondo episodio
La seconda puntata approfondisce ulteriormente le indagini. Il corpo di Yara viene ritrovato tre mesi dopo la sua scomparsa in un campo a Chignolo d'Isola. L’autopsia rivela che non è stata vittima di violenza carnale (referto autopsia) e che è morta a causa del freddo e degli stenti, debilitata da ferite da taglio (6) e lesioni multiple, fra cui un trauma cranico. Gli investigatori si concentrano su tracce di DNA trovate sul corpo di Yara e sui suoi vestiti. Si avviano massicce campagne di raccolta del DNA nella zona, coinvolgendo migliaia di persone nel tentativo di trovare una corrispondenza con il DNA dell’assassino.

### Terzo episodio
Nella terza puntata, l’inchiesta si intensifica con l’analisi del DNA che porta a identificare un possibile sospetto: Massimo Bossetti. Bossetti, un muratore della zona, viene individuato come il proprietario del DNA trovato sul corpo di Yara. La polizia monitora Bossetti, cercando di raccogliere ulteriori prove contro di lui. L’arresto di Bossetti avviene in modo drammatico e diventa un evento mediatico di grande rilevanza. La puntata mostra le prime reazioni della famiglia di Yara e della comunità locale.

### Quarto episodio
La quarta puntata si concentra sul processo contro Massimo Bossetti. Viene presentata la ricostruzione degli eventi basata sulle prove raccolte dagli investigatori, incluse testimonianze e ulteriori analisi del DNA. La difesa di Bossetti cerca di smontare le accuse, sostenendo che ci sono errori nelle indagini e che il DNA potrebbe essere stato contaminato. Vengono esplorate le implicazioni emotive e psicologiche del processo sia per la famiglia di Yara che per l’imputato.

### Quinto episodio
Nell’ultima puntata, il processo raggiunge il suo culmine con la sentenza finale. Viene illustrato il verdetto della corte e le sue conseguenze per tutti i coinvolti. La puntata ripercorre i momenti salienti del caso e offre una riflessione sul suo impatto sulla comunità di Brembate di Sopra e sull’opinione pubblica italiana. Si chiude ricordando Yara e il dolore della sua famiglia.

## Produzione
Il lavoro sulla serie ha avuto inizio nel 2017, con una fase di documentazione da parte di Gianluca Neri durata diversi anni. Nel 2021 è stata creata la squadra degli autori composta da Carlo Gabardini, lo stesso Neri ed Elena Grillone, dopodiché la writing room ha iniziato a delineare la struttura della docuserie, raccogliendo e analizzando un'enorme quantità di materiale, tra cui 60 faldoni (60000 pagine di documenti, immagini, audio e video). Un totale di migliaia di ore di materiale video visionati, che è stato poi sintetizzato in 118 minuti complessivi di reperti, recuperati da venti archivi diversi e integrati come parte fondamentale del racconto.

## Promozione
Il 4 luglio 2024 il settimanale Oggi, con una lunga intervista a cura di Marianna Aprile, anticipa che il 16 luglio 2024 debutteranno su Netflix le 5 puntate del programma, realizzata dello stesso team di SanPa - Luci e tenebre di San Patrignano. Nell'articolo viene svelato che il documentario contiene un'intervista esclusiva a Massimo Bossetti, condannato in via definitiva 8 anni dopo, il 12 ottobre 2018.
Il trailer ufficiale del programma viene mostrato in anteprima la sera stessa durante la trasmissione In onda, condotta da Luca Telese e Marianna Aprile.

## Distribuzione
Il programma è stato distribuito su Netflix il 16 luglio 2024.